# آلکس کاکوبا
آلکس کاکوبا (انگلیسی: Alex Kakuba؛ زادهٔ ۱۲ ژوئن ۱۹۹۱) بازیکن فوتبال اهل اوگاندا است.
از باشگاه‌هایی که در آن بازی کرده‌است می‌توان به باشگاه ورزشی آگدا، باشگاه فوتبال اسپورتینگ کوویلیا، و باشگاه ورزشی اشتوریل پرایا اشاره کرد.
وی همچنین در تیم ملی فوتبال اوگاندا بازی کرده‌است.